# Racing Football Club Union Lëtzebuerg 2008-2009
Questa voce raccoglie le informazioni riguardanti il Racing Football Club Union Lëtzebuerg nelle competizioni ufficiali della stagione 2008-2009.

## Stagione
Nella stagione 2008-2009 il Racing F.C. Union Lëtzebuerg ha disputato la Division Nationale, massima serie del campionato lussemburghese di calcio, terminando il torneo al decimo posto con 30 punti conquistati in 26 giornate, frutto di 8 vittorie, 6 pareggi e 12 sconfitte. Nella Coppa del Lussemburgo raggiunse gli ottavi di finale, dove venne eliminato dallo Steinfort. Grazie al secondo posto conquistato nella stagione precedente, partecipò al primo turno preliminare della Coppa UEFA, affrontando gli svedesi del Kalmar: dopo aver perso la gara casalinga per 0-3, venne sconfitto in trasferta per 1-7, venendo così eliminato dalla competizione.

## Rosa
Rosa come da sito ufficiale.
| N. |                        | Ruolo | Calciatore               |
| -- | ---------------------- | ----- | ------------------------ |
| 1  | Lussemburgo (bandiera) | P     | Marc Reuter              |
| 2  | Marocco (bandiera)     | D     | Saber Zennane            |
| 3  | Lussemburgo (bandiera) | C     | Marco Simoes             |
| 4  | Francia (bandiera)     | D     | Josué Liotté             |
| 5  | Francia (bandiera)     | D     | Vinh Long Harry Willemin |
| 6  | Lussemburgo (bandiera) | C     | Adis Omerovic            |
| 7  | Guinea (bandiera)      | A     | Soriba Camara            |
| 8  | Lussemburgo (bandiera) | C     | Anouar Belli             |
| 9  | Lussemburgo (bandiera) | A     | Michael Carvalho         |
| 10 | Francia (bandiera)     | A     | Stéphane Martine         |
| 11 | Francia (bandiera)     | A     | Sergio Pupovac           |
| 12 | Lussemburgo (bandiera) | P     | Jeff Oster               |
| 13 | Lussemburgo (bandiera) | C     | Sami Fontes              |

| N. |                        | Ruolo | Calciatore       |
| -- | ---------------------- | ----- | ---------------- |
| 14 | Lussemburgo (bandiera) | C     | Kris D'Exelle    |
| 15 | Lussemburgo (bandiera) | D     | Jeff Feller      |
| 17 | Lussemburgo (bandiera) | C     | Damir Muhović    |
| 18 | Lussemburgo (bandiera) | C     | Tiago Da Silva   |
| 19 | Belgio (bandiera)      | C     | Rachid Belabed   |
| 20 | Francia (bandiera)     | D     | Antony Bert      |
| 21 | Lussemburgo (bandiera) | C     | Ricardo Centrone |
| 22 | Lussemburgo (bandiera) | D     | Marc Raus        |
| 23 | Lussemburgo (bandiera) | D     | Massimo Martino  |
| 24 | Lussemburgo (bandiera) | D     | Tom Schnell      |
| 25 | Lussemburgo (bandiera) | P     | Chris Clement    |
| 27 | Martinica (bandiera)   | C     | Sully Billon     |

## Statistiche

### Statistiche di squadra
| Competizione          | Punti | In casa | In casa | In casa | In casa | In casa | In casa | In trasferta | In trasferta | In trasferta | In trasferta | In trasferta | In trasferta | Totale | Totale | Totale | Totale | Totale | Totale | DR  |
| Competizione          | Punti | G       | V       | N       | P       | Gf      | Gs      | G            | V            | N            | P            | Gf           | Gs           | G      | V      | N      | P      | Gf     | Gs     | DR  |
| --------------------- | ----- | ------- | ------- | ------- | ------- | ------- | ------- | ------------ | ------------ | ------------ | ------------ | ------------ | ------------ | ------ | ------ | ------ | ------ | ------ | ------ | --- |
| Division Nationale    | 30    | 12      | 4       | 2       | 6       | 25      | 21      | 14           | 4            | 4            | 6            | 20           | 27           | 26     | 8      | 6      | 12     | 45     | 48     | -3  |
| Coppa del Lussemburgo | -     | 1       | 0       | 0       | 1       | 2       | 3       | 1            | 1            | 0            | 0            | 3            | 0            | 2      | 1      | 0      | 1      | 5      | 3      | +2  |
| Coppa UEFA            | -     | 1       | 0       | 0       | 1       | 0       | 3       | 1            | 0            | 0            | 1            | 1            | 7            | 2      | 0      | 0      | 2      | 1      | 10     | -9  |
| Totale                | -     | 14      | 4       | 2       | 8       | 27      | 27      | 16           | 5            | 4            | 7            | 24           | 34           | 30     | 9      | 6      | 15     | 51     | 61     | -10 |